# La Peau (film)
Pour plus de détails, voir Fiche technique et Distribution.
La Peau (La pelle) est un film franco-italien, réalisé par Liliana Cavani, sorti en 1981. Le film est l'adaptation du roman autobiographique de l'écrivain italien Curzio Malaparte, La Peau, paru en 1949.

## Synopsis
Le personnage central est un officier de liaison italien auprès des Alliés, à Naples, fin 1943, au début de la campagne d'Italie. Entre la misère et les décombres d'une ville qui vient de sortir de la guerre, le peuple de Naples tente de continuer à vivre.
Des prisonniers allemands vendus au poids, un char américain démonté pour être vendu, des enfants donnés aux soldats nord-africains pour être abusés, une "sirène" servie au cours d'un dîner « Renaissance », et de nombreuses autres scènes de la folie ordinaire de cette guerre, dont l'apothéose est la tragique éruption du Vésuve.
Le film se termine avec le viol d'une femme pilote américaine par ses compagnons d'armes. Un jeune Italien, heureux de voir les Américains entrer dans Rome, se fait écraser par un char : un petit incident pour les militaires, le signe d'une terrible défaite pour Curzio Malaparte.

## Fiche technique
- Titre : La Peau
- Titre original : La pelle
- Réalisation :	Liliana Cavani
- Scénario : Liliana Cavani, Robert Katz, Catherine Breillat, d’après le roman de Curzio Malaparte
- Musique : Lalo Schifrin
- Photographie : Armando Nannuzzi
- Montage : Ruggero Mastroianni
- Décors : Dante Ferretti
- Costumes : Piero Tosi et Ugo Pericoli
- Production : Renzo Rossellini, Manolo Bolognini, Alain Poiré
- Sociétés de production : Opera Films Produzione (Rome), Gaumont
- Pays de production :  Italie,  France
- Format : Couleurs - Mono - 35 mm
- Genre : Drame, guerre
- Durée : 131 minutes
- Date de sortie : mai 1981, Festival de Cannes 1981
- Film interdit aux moins de 12 ans lors de sa sortie en France

Certaines scènes ont été tournées au palazzo Spinelli di Laurino de Naples.

## Distribution
- Marcello Mastroianni (VF : lui-même) : Curzio Malaparte
- Ken Marshall (VF : Patrick Poivey) : capitaine Jimmy Wren
- Alexandra King (VF : Béatrice Delfe) : Deborah Wyatt
- Carlo Giuffré (VF : Henri Djanik) : Eduardo Mazzullo
- Yann Babilée : Jean-Louis
- Jeanne Valérie : la princesse à Capri
- Liliana Tari (VF : Béatrice Bruno) : Maria Concetta
- Peppe Barra (it) : Sarto
- Cristina Donadio : l'amie de Rosaria
- Rosaria della Femmina (VF : Francine Lainé) : la maîtresse de Jimmy
- Jacques Sernas (VF : Claude d'Yd) : le général Guillaume
- Claudia Cardinale (VF : elle-même) : la princesse Consuelo Caracciolo
- Burt Lancaster (VF : René Arrieu) : le général Mark Cork (Clark)
- Anna Maria Ackermann (it)
- Elio Polimeno (VF : Maurice Sarfati) : Goldberg
- Gianni Abbate